# Callanthiidae
Los Callanthiidae es una familia de peces marinos incluida en el orden Perciformes. Se distribuyen por el este del Atlántico, incluyendo el mar Mediterráneo, así como por los océanos Índico y Pacífico.
Tienen el órgano nasal chato carente de laminilla. La línea lateral corre junto a la base de la aleta dorsal, teniendo en el centro de los laterales una hilera de escamas con ranuras.

## Géneros y especies
Actualmente se consideran 13 especies agrupadas en 3 géneros:
- Género Callanthias (Lowe, 1839)
  - Callanthias allporti (Günther, 1876)
  - Callanthias australis (Ogilby, 1899)
  - Callanthias japonicus (Franz, 1910)
  - Callanthias legras (Smith, 1948)
  - Callanthias parini (Anderson y Johnson, 1984)
  - Callanthias platei (Steindachner, 1898)
  - Callanthias ruber (Rafinesque, 1810) - Tres colas o Papagayo.
  - Callanthias splendens (Griffin, 1921)

- Género Grammatonotus (Gilbert, 1905)
  - Grammatonotus crosnieri (Fourmanoir, 1981)
  - Grammatonotus laysanus (Gilbert, 1905)
  - Grammatonotus macrophthalmus (Katayama, Yamamoto y Yamakawa, 1982)
  - Grammatonotus surugaensis (Katayama, Yamakawa and Suzuki, 1980)

- Género Parabarossia
  - Parabarossia lanceolata (Kotthaus, 1976)